# Urostreptus borellii
Urostreptus borellii är en mångfotingart som först beskrevs av Filippo Silvestri 1895.  Urostreptus borellii ingår i släktet Urostreptus och familjen Spirostreptidae. Inga underarter finns listade i Catalogue of Life.